# Amtshaus Rothenstein

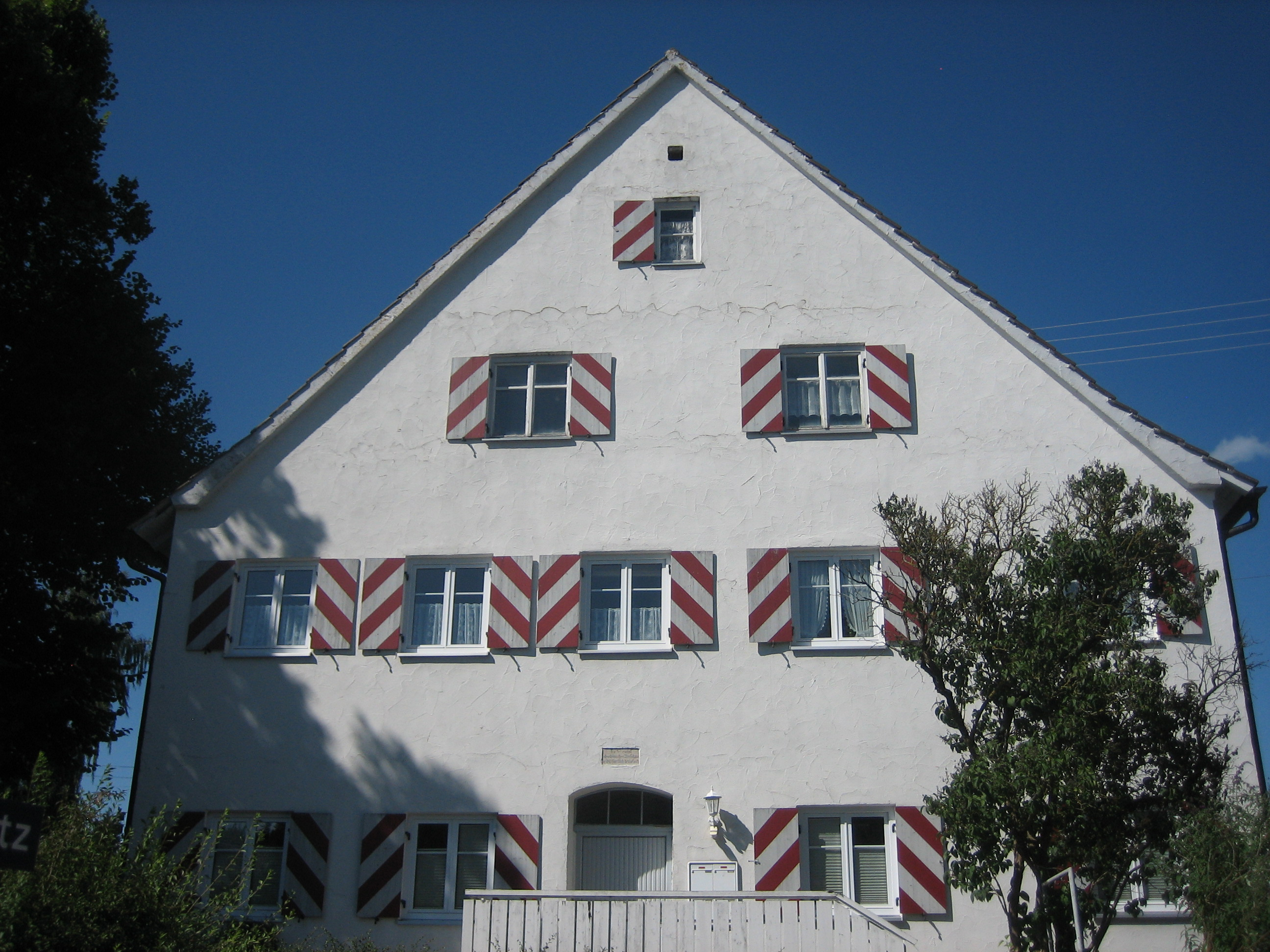
Amtshaus derer von Rothenstein

Das ehemalige Amtshaus Rothenstein befindet sich in Bad Grönenbach, im Landkreis Unterallgäu in Bayern. Das Gebäude wurde in der Zeit des Spätmanierismus im 16. oder 17. Jahrhundert errichtet. Es war ursprünglich das Verwaltungsgebäude derer von Rothenstein und später von Pappenheim. Bis zur Säkularisation im Jahre 1803 war es im Besitz des Fürststifts Kempten. 1825 wurde es durch die katholische Schulgemeinde zu Bad Grönenbach erworben und 1836 an den Braumeister Madlener verkauft. Später diente es noch der Landpolizei als Dienst- und Wohngebäude. Heute ist in den Räumlichkeiten des ehemaligen Amtshauses eine Krankengymnastik untergebracht.
Das Gebäude befindet sich in der Rothensteinerstraße 12 an der Abzweigung der Pappenheimerstraße in Richtung Hohes Schloss.